# 권율대로
권율대로(Gwonyul-daero)는 경기도 고양시 덕양구 강매동 행주산성 분기점과 신원동 신원지하차도를 잇는 경기도의 도로이다. 행주산성 분기점에서 인천국제공항고속도로와 직결되며, 강매 나들목에서 제2자유로, 행신 교차로에서 고양시내로, 흥도 교차로에서 고양원흥지구로 진출할 수 있다. 행주산성 분기점부터 원흥역까지 구간은 고양시도 제79호선에 속한다.

## 연혁
- 2009년 1월 14일 : 방화대교 북단 ~ 행신지하차도(고양시 덕양구 강매동 ~ 행신동) 2.56km 구간을 자동차 전용도로로 지정[1]

## 주요 경유지
경기도
- 고양시 덕양구 (현천동 · 강매동 · 행신동 · 도내동 · 원흥동 · 신원동)

## 노선
- (■) : 자동차 전용도로 구간

| 이름                                          | 접속 노선                                                               | 소재지                                        | 소재지                                        | 소재지                                        | 비고                                          |
| 평택파주고속도로, 인천국제공항고속도로와 직결 | 평택파주고속도로, 인천국제공항고속도로와 직결                           | 평택파주고속도로, 인천국제공항고속도로와 직결 | 평택파주고속도로, 인천국제공항고속도로와 직결 | 평택파주고속도로, 인천국제공항고속도로와 직결 | 평택파주고속도로, 인천국제공항고속도로와 직결 |
| --------------------------------------------- | ----------------------------------------------------------------------- | --------------------------------------------- | --------------------------------------------- | --------------------------------------------- | --------------------------------------------- |
| 행주산성 분기점 북로 분기점                   | 17호선 평택파주고속도로 130호선 인천국제공항고속도로 77번 국도 (자유로) | 고양시                                        | 덕양구                                        | 행신동                                        |                                               |
| 강매교 강매1교 강매2교                        |                                                                         | 고양시                                        | 덕양구                                        | 행신동                                        |                                               |
| 강매 나들목                                   | 지방도 제357호선 (제2자유로)                                            | 고양시                                        | 덕양구                                        | 행신동                                        |                                               |
| 강매지하차도                                  |                                                                         | 고양시                                        | 덕양구                                        | 행신동                                        |                                               |
| 행신 교차로 (행신지하차도)                    | 고양시도 제74호선 (중앙로)                                              | 고양시                                        | 덕양구                                        | 행신동                                        |                                               |
| 흥도 나들목                                   | 17호선 평택파주고속도로                                                 | 고양시                                        | 덕양구                                        | 흥도동                                        |                                               |
| 도내교 은못이교                               |                                                                         | 고양시                                        | 덕양구                                        | 흥도동                                        |                                               |
| 원흥 나들목 도래울교                          | 고양시도 제92호선 (덕양로)                                              | 고양시                                        | 덕양구                                        | 흥도동                                        |                                               |
| 생태터널                                      |                                                                         | 고양시                                        | 덕양구                                        | 흥도동                                        | 연장 50m                                      |
| 흥도 교차로                                   | 지방도 제363호선 (서오릉로)                                             | 고양시                                        | 덕양구                                        | 삼송동                                        |                                               |
| 원흥천교                                      |                                                                         | 고양시                                        | 덕양구                                        | 삼송동                                        |                                               |
| 원흥지하차도                                  | 지방도 제356호선 (고양대로)                                             | 고양시                                        | 덕양구                                        | 삼송동                                        |                                               |
| (교량)                                        |                                                                         | 고양시                                        | 덕양구                                        | 삼송동                                        |                                               |
| 원흥역                                        | 삼송로 원흥3로                                                          | 고양시                                        | 덕양구                                        | 삼송동                                        |                                               |
| (생태터널)                                    |                                                                         | 고양시                                        | 덕양구                                        | 삼송동                                        |                                               |
| (이름 없음)                                   | 동세로 서삼릉길                                                         | 고양시                                        | 덕양구                                        | 삼송동                                        |                                               |
| (생태터널) 한우물천2교                        |                                                                         | 고양시                                        | 덕양구                                        | 원신동                                        |                                               |
| (이름 없음)                                   | 신원로                                                                  | 고양시                                        | 덕양구                                        | 원신동                                        |                                               |
| (신원지하차도)                                | 국도 제1호선 (통일로)                                                   | 고양시                                        | 덕양구                                        | 원신동                                        |                                               |

## 주의사항
행주산성 분기점 ~ 원흥 나들목 구간은 인천국제공항고속도로, 자유로와 제2자유로로 직결되어 자동차전용도로로 지정되어있다. 따라서 자전거, 보행자는 통행할 수 없다. 이륜자동차 (모터사이클 혹은 오토바이)는 긴급자동차 (싸이카 및 소방용 모터사이클 등)에 한해 통행이 가능하며, 그 밖의 이륜자동차는 통행할 수 없다. 이에 대한 대체도로로는 강매로 등이 있다.